# Erik Lundberg (fotbollsspelare)
Erik Lundberg, född 20 mars 1994 i Mariehamn på Åland, är en finländsk före detta fotbollsspelare. Han spelade under sin karriär för bland annat IFK Mariehamn.
Försvararen gjorde sin ligadebut 28 juni 2012 mot FC Haka. Lundberg har också spelat i Finland U18. 

## Seriematcher och mål
- 2012–2014: 6/0 IFK Mariehamn
- 2014: 3/1 Ekenäs IF(lån)
- 2010–2012: 49 / 5 SIFFK